# 1374.
◄ | 13. stoljeće | 14. stoljeće | 15. stoljeće | ►
◄ | 1340-ih | 1350-ih | 1360-ih | 1370-ih | 1380-ih | 1390-ih | 1400-ih | ►
◄◄ | ◄ | 1371. | 1372. | 1373. | 1374. | 1375. | 1376. | 1377. | ► | ►►
Arhitektura • Astronomija • Glazba • Knjige • Književnost • Kršćanstvo • Medicina • Pravo • Promet • Slikarstvo • Znanost

## Smrti
- 18. srpnja – Francesco Petrarca, talijanski pjesnik (* 1304.)

## Vanjske poveznice
|  | Zajednički poslužitelj ima još gradiva o temi 1374. |